# Selaginella helferi
Selaginella helferi är en mosslummerväxtart som beskrevs av Otto Warburg. Selaginella helferi ingår i släktet mosslumrar, och familjen mosslummerväxter. Inga underarter finns listade i Catalogue of Life.